# 茹埃莱图尔
茹埃莱图尔（法語：Joué-lès-Tours，法語發音：[ʒwe lɛ tuʁ] ⓘ），法国中西部城市，中央-卢瓦尔河谷大区安德尔-卢瓦尔省的一个市镇，隶属于图尔区，其市镇面积为32.41平方公里，2022年1月1日时人口数量为38,432人，是该省人口第二多的市镇，在法国城市中排名第198位。
茹埃莱图尔位于安德尔-卢瓦尔省中部，谢尔河左岸，省会图尔市区西南侧，是一个区域性的工商业中心，也是图尔附近的一个近郊卫星城，通过有轨电车连接图尔市区。

## 地名来源
茹埃莱图尔最初于公元6世纪时以“Gaudiacus”的形式被记载，该名称可能出自拉丁语人名“Gaudius”。“-lès-Tours”（意为“在图尔附近”）这一后缀自1841年起成为当地官方名称的一部分。

## 历史

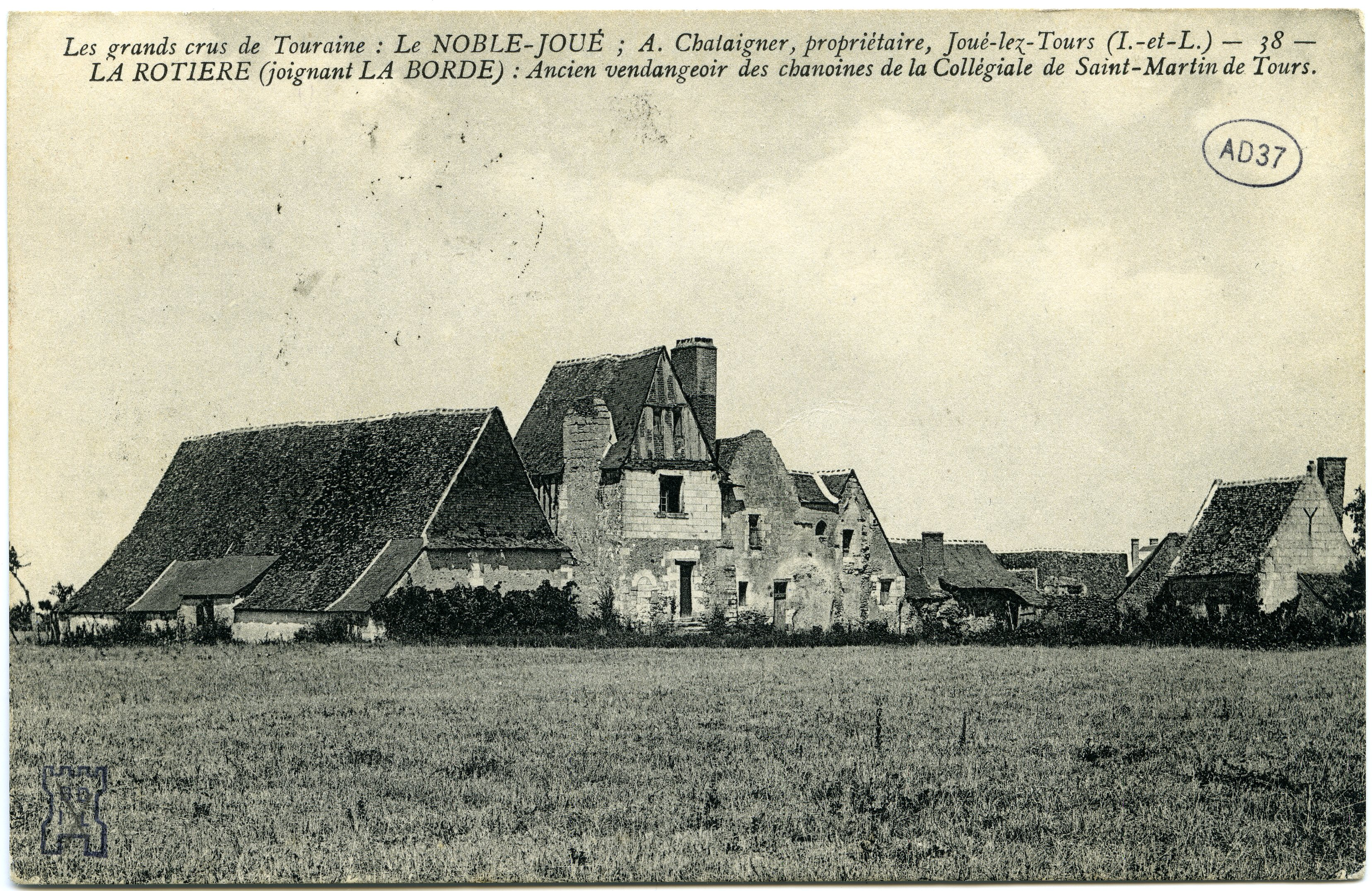
19世纪时茹埃境内的一处庄园

茹埃莱图尔的早期历史尚不清楚，中世纪时当地长期为图尔附近的一处普通村落，12世纪时当地兴建了首座教堂。中世纪中后期，茹埃境内出现了多处庄园城堡。法国大革命后，茹埃成为安德尔-卢瓦尔省的一个市镇。直至19世纪60年代，茹埃莱图尔尚为一个人口不足两千的普通市镇。工业革命期间，途径茹埃莱图尔的巴黎－波尔多铁路、茹埃莱图尔－沙托鲁铁路和莱萨布勒多洛讷－图尔铁路相继建成通车，茹埃莱图尔成为一个区域性的交通中转站。二战后，茹埃莱图尔境内规划了多处集中式居民区，其中拉拉比耶尔是其核心区域，该街区的居民数量超过6,000。1961年，米其林茹埃莱图尔工厂建成投产，后者主要生产大型货车，其鼎盛时期员工数量超过1,000名。1964年，茹埃莱图尔北部靠近谢尔河畔的区域被划归至图尔以兴建“双狮”（Deux Lions）科教园区。2013年9月1日，连接茹埃莱图尔和图尔市区的图尔有轨电车A线建成通车。2014年，米其林茹埃莱图尔工厂关闭，其原址被规划为新兴商务区。

## 地理

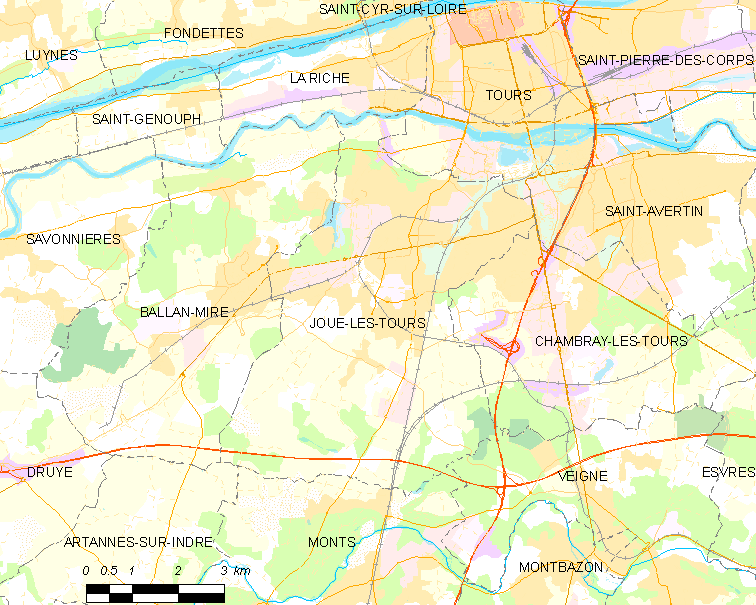
茹埃莱图尔市镇范围地图

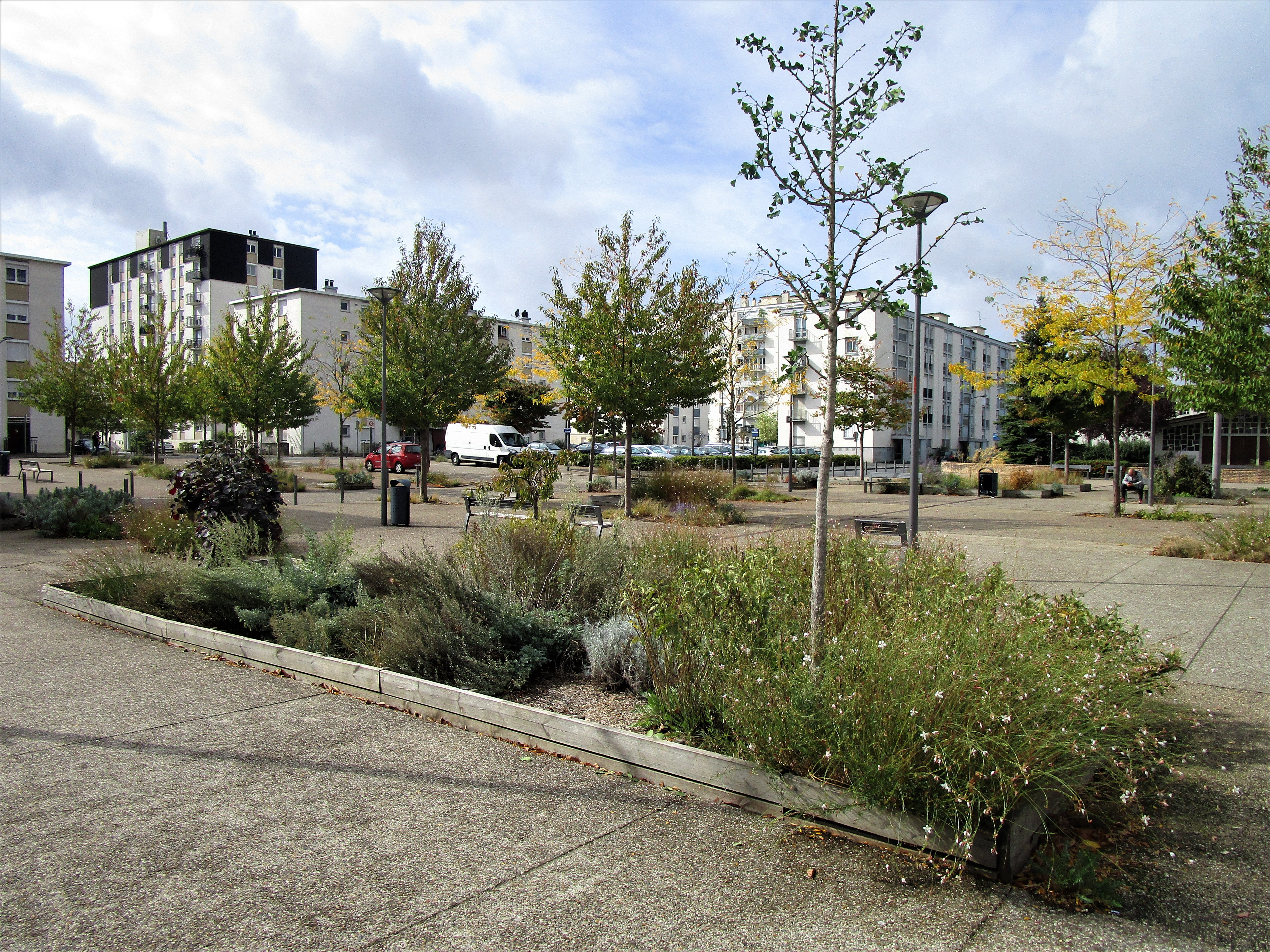
茹埃莱图尔的一处街心绿地花园

茹埃莱图尔位于法国中西部，中央-卢瓦尔河谷大区西部和安德尔-卢瓦尔省中部，距离省会图尔大约6公里。与茹埃莱图尔接壤的市镇包括：拉里什、图尔、巴朗-米雷、安德尔河畔阿尔塔讷、尚布赖莱图尔、蒙镇、尚布赖莱图尔和韦涅。

### 地形
茹埃莱图尔位于谢尔河谷左岸的一处高地上，境内以平原为主，市镇中心地势较为平坦，东侧铁路线附近略有起伏，全境海拔在44到96米之间。

### 水文
茹埃莱图尔位于卢瓦尔河流域范围内，小谢尔河（Le Petit Cher）自东向西流经市区北部，该河是谢尔河洪水后遗留的故道，经人工整治后已日趋平稳；皮索河（Le Pissot）自南向北流经市区西部，该河上有人工水坝，并由此形成莱布勒托尼耶尔湖（Lac des Bretonnières）。

### 植被
茹埃莱图尔属于温带阔叶混交林区，林地广泛分布于铁路线及坡地附近，莱布勒托尼耶尔湖公园（Parc du Lac des Bretonnières）是当地主要的城市绿地。
在鲜花城市的评比中，茹埃莱图尔被评为4星级（最高级）鲜花城市。

### 气候
茹埃莱图尔在柯本气候分类法中属于温带海洋性气候。
茹埃莱图尔境内建有常年气象站，以下为该气象站的数据（其中日照数据取自图尔机场）：
| 茹埃莱图尔 1981年－2019年 | 茹埃莱图尔 1981年－2019年 | 茹埃莱图尔 1981年－2019年 | 茹埃莱图尔 1981年－2019年 | 茹埃莱图尔 1981年－2019年 | 茹埃莱图尔 1981年－2019年 | 茹埃莱图尔 1981年－2019年 | 茹埃莱图尔 1981年－2019年 | 茹埃莱图尔 1981年－2019年 | 茹埃莱图尔 1981年－2019年 | 茹埃莱图尔 1981年－2019年 | 茹埃莱图尔 1981年－2019年 | 茹埃莱图尔 1981年－2019年 | 茹埃莱图尔 1981年－2019年 |
| 月份                      | 1月                       | 2月                       | 3月                       | 4月                       | 5月                       | 6月                       | 7月                       | 8月                       | 9月                       | 10月                      | 11月                      | 12月                      | 全年                      |
| ------------------------- | ------------------------- | ------------------------- | ------------------------- | ------------------------- | ------------------------- | ------------------------- | ------------------------- | ------------------------- | ------------------------- | ------------------------- | ------------------------- | ------------------------- | ------------------------- |
| 历史最高温 °C（°F）       | 16.4 (61.5)               | 20.9 (69.6)               | 24.4 (75.9)               | 29.9 (85.8)               | 33.1 (91.6)               | 37.9 (100.2)              | 38 (100)                  | 39.8 (103.6)              | 34.4 (93.9)               | 29.2 (84.6)               | 22.6 (72.7)               | 18.8 (65.8)               | 39.8 (103.6)              |
| 平均高温 °C（°F）         | 7.9 (46.2)                | 9.7 (49.5)                | 13.1 (55.6)               | 16.3 (61.3)               | 20.2 (68.4)               | 24 (75)                   | 25.8 (78.4)               | 26 (79)                   | 22 (72)                   | 17.5 (63.5)               | 11.2 (52.2)               | 7.5 (45.5)                | 16.8 (62.2)               |
| 日均气温 °C（°F）         | 5.1 (41.2)                | 6.3 (43.3)                | 8.8 (47.8)                | 11.5 (52.7)               | 15.2 (59.4)               | 18.7 (65.7)               | 20.3 (68.5)               | 20.4 (68.7)               | 16.8 (62.2)               | 13.4 (56.1)               | 8.1 (46.6)                | 5 (41)                    | 12.5 (54.5)               |
| 平均低温 °C（°F）         | 2.3 (36.1)                | 2.9 (37.2)                | 4.4 (39.9)                | 6.6 (43.9)                | 10.2 (50.4)               | 13.4 (56.1)               | 14.9 (58.8)               | 14.9 (58.8)               | 11.6 (52.9)               | 9.4 (48.9)                | 5.1 (41.2)                | 2.4 (36.3)                | 8.2 (46.8)                |
| 历史最低温 °C（°F）       | −11.5 (11.3)              | −11.1 (12.0)              | −10.1 (13.8)              | −1.5 (29.3)               | 0.6 (33.1)                | 5 (41)                    | 6.5 (43.7)                | 7.3 (45.1)                | 4.2 (39.6)                | −2 (28)                   | −7.6 (18.3)               | −10.2 (13.6)              | −11.5 (11.3)              |
| 平均降水量 mm（）         | 68.2 (2.69)               | 50.9 (2.00)               | 52 (2.0)                  | 50.7 (2.00)               | 53.6 (2.11)               | 40.3 (1.59)               | 52.4 (2.06)               | 42.8 (1.69)               | 52 (2.0)                  | 60 (2.4)                  | 70.2 (2.76)               | 72.8 (2.87)               | 665.9 (26.22)             |
| 月均日照時數              | 69.9                      | 90.3                      | 144.2                     | 178.5                     | 205.6                     | 228                       | 239.4                     | 236.4                     | 184.7                     | 120.6                     | 76.7                      | 59.2                      | 1,833.5                   |
| 来源：infocliamt.fr       |                           |                           |                           |                           |                           |                           |                           |                           |                           |                           |                           |                           |                           |

## 行政区划
茹埃莱图尔的市镇编号为37122，邮政编号为37300。
在行政管理方面，茹埃莱图尔隶属于法国中央-卢瓦尔河谷大区安德尔-卢瓦尔省图尔区；在地方选举方面，茹埃莱图尔是茹埃莱图尔县的中央投票站所在地，其市镇范围全境被划入安德尔-卢瓦尔省第四选区；在社会管理方面，茹埃莱图尔是图尔-卢瓦尔河谷都会区的组成部分。
茹埃莱图尔市镇被划为七个街区，实行街区自治制度。茹埃莱图尔的拉拉比耶尔街区为城市政策优先街区。
法国国家统计与经济研究所（简称）在进行数据统计时，将茹埃莱图尔及相邻的另外37个市镇设为图尔城市核心区，并将包括核心区在内的周边共79个市镇划为图尔城市区。自2020年起，图尔城市区被包含162个市镇的图尔城市辐射区代替。此外，还将茹埃莱图尔市镇分为了16个“块区”（IRIS），以便于统计人口分布情况。

## 交通

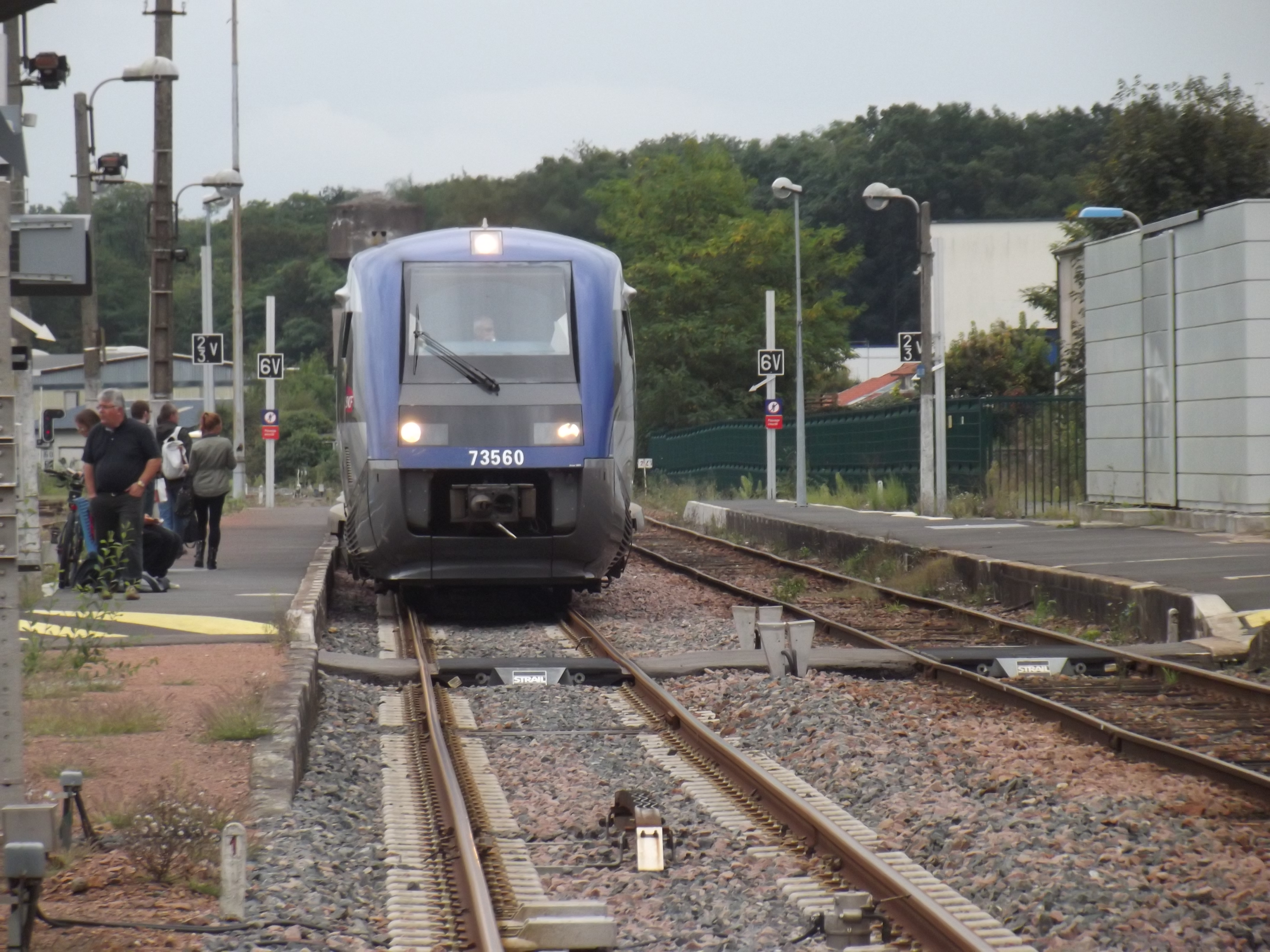
茹埃莱图尔火车站内停靠的一辆区域列车

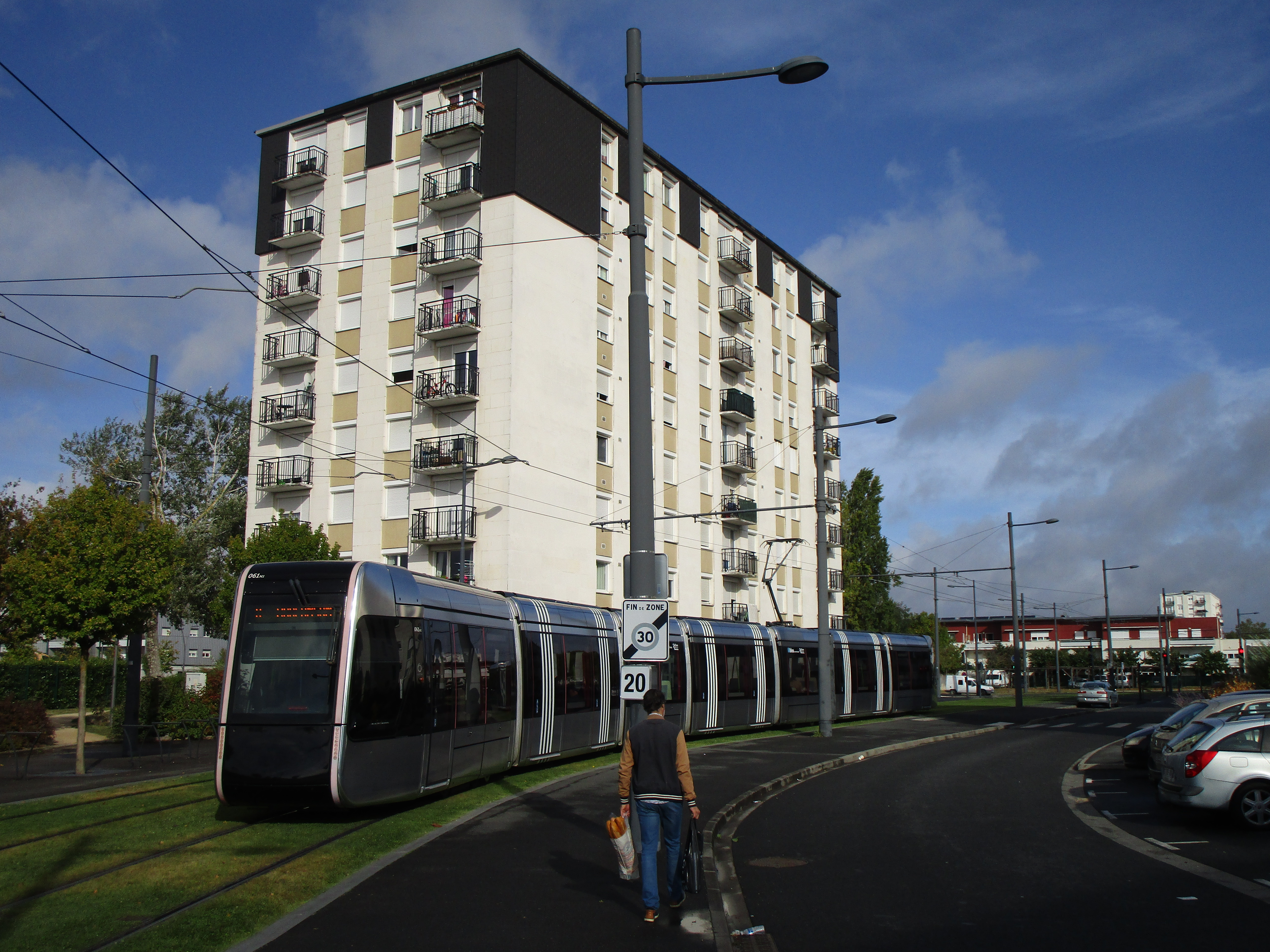
途径茹埃莱图尔的图尔有轨电车A线

### 公路
法国国家A85号高速公路经过茹埃莱图尔境内南部。安德尔-卢瓦尔省省道D37线（图尔环城公路）、省道D7线、D86线和D751线也经过茹埃莱图尔境内。中央-卢瓦尔河谷大区下属的城际客运提供巴士线路，可前往希农。
| 24 | 4.5 |

| 图尔 | 6 |

| 尚布赖莱图尔 | 6 |

| 希农 | 41 |

2019年，77.6%的茹埃莱图尔家庭拥有至少一辆私人汽车。2019年，茹埃莱图尔境内共发生各类交通事故85起，造成95人受伤，其中14人重伤。

### 铁路
茹埃莱图尔位于莱萨布勒多洛讷－图尔铁路和茹埃莱图尔－沙托鲁铁路的交汇处。茹埃莱图尔站位于市区中北部，停靠往返于图尔—希农和图尔—洛什两条线路的区域列车。此外市区西南部还有拉杜济耶尔站，后者是一个无人看守的铁路乘降所，停靠前往洛什方向的区域列车。
巴黎－波尔多铁路亦经过茹埃莱图尔市镇范围内，但未在此设有站点。

### 航空
距离茹埃莱图尔最近的民用航空站为图尔卢瓦尔河谷机场，距离茹埃莱图尔市中心的公路里程约11公里。

### 城市公共交通
茹埃莱图尔是图尔城市公共交通（商业名称为）的服务范围，后者是图尔-卢瓦尔河谷都会区的城市公共交通系统。截至2023年4月，该系统共包括一条有轨电车线路和数十条公交线路，其中图尔有轨电车A线和图尔公交15路、16路、30路和31路经过茹埃莱图尔市区。

## 政治

### 市政内阁

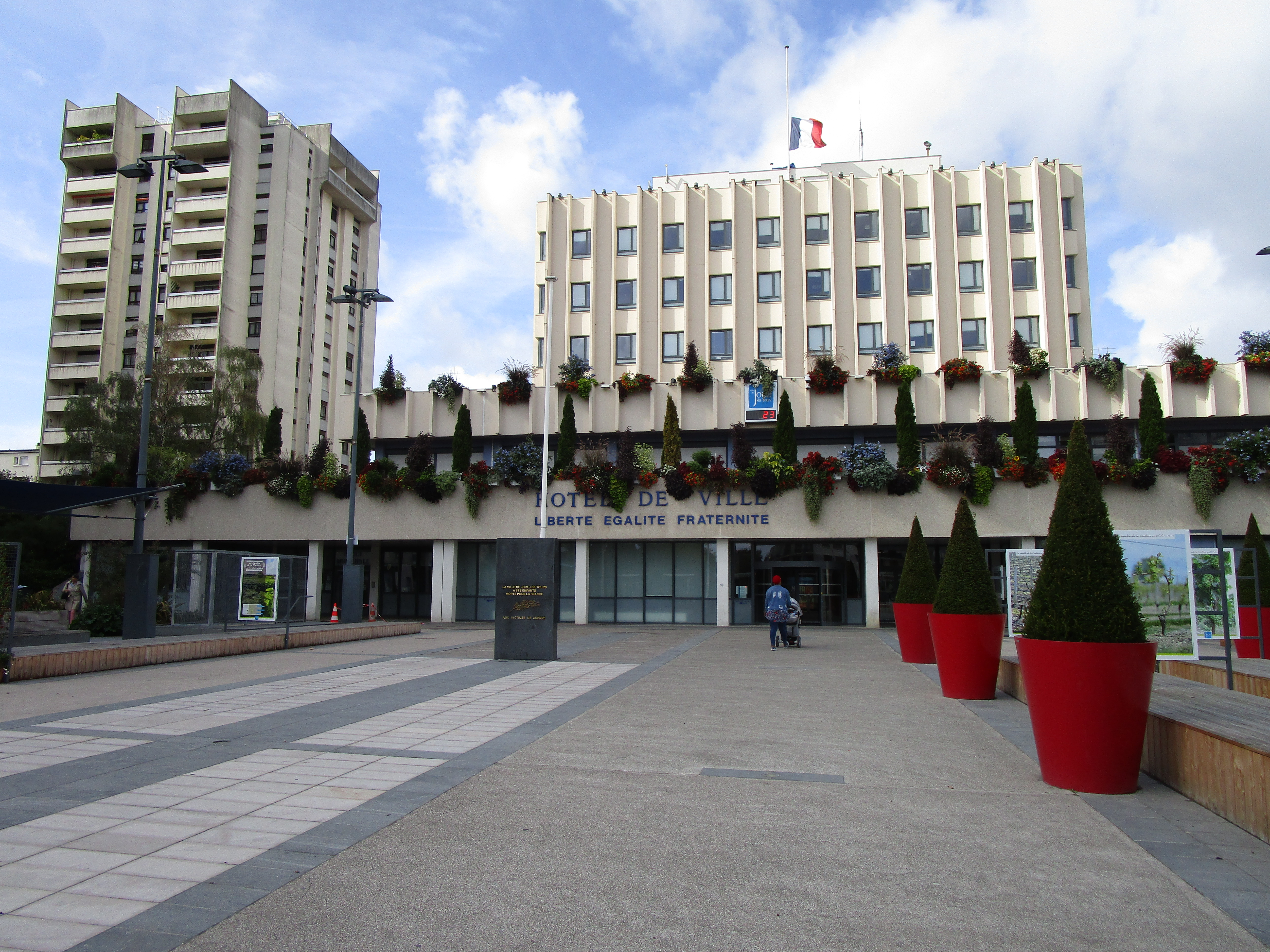
茹埃莱图尔市政厅

茹埃莱图尔的现任市长为弗雷德里克·奥吉先生（Frederic AUGIS），他是共和党的一名成员，在2020年的市政选举中获得了58.92%的支持率。
| 茹埃莱图尔历届市长 | 茹埃莱图尔历届市长                 | 茹埃莱图尔历届市长        |
| 任期               | 市长                               | 党派                      |
| ------------------ | ---------------------------------- | ------------------------- |
| 1945年－1947年     | Georges MOURET 乔治·穆雷           | SFIO工人国际法国支部      |
| 1947年－1953年     | Aurélien BÉOUTIS 奥雷利安·贝乌蒂   | RAD激进党                 |
| 1953年－1956年     | Jean MARIDONEAU 让·马里多诺        | DVC混杂中间派             |
| 1956年－1995年     | Raymond LORY 雷蒙·洛里             | UDF法国民主联盟           |
| 1995年－2014年     | Philippe LE BRETON 菲利普·勒布勒通 | PS社会党                  |
| 2014年－           | Frédéric AUGIS 弗雷德里克·奥吉     | UMP人民运动联盟 →LR共和黨 |

### 各级选举
| 茹埃莱图尔历届投票选举结果 | 茹埃莱图尔历届投票选举结果 | 茹埃莱图尔历届投票选举结果 | 茹埃莱图尔历届投票选举结果 | 茹埃莱图尔历届投票选举结果    | 茹埃莱图尔历届投票选举结果 | 茹埃莱图尔历届投票选举结果 | 茹埃莱图尔历届投票选举结果    | 茹埃莱图尔历届投票选举结果 | 茹埃莱图尔历届投票选举结果 |
| 选举项目                   | 选举范围                   | 选区单位                   | 选区单位内的选举结果       | 选区单位内的选举结果          | 选区单位内的选举结果       | 选区单位内的选举结果       | 选区单位内的选举结果          | 选区单位内的选举结果       | 参考资料                   |
| 选举项目                   | 选举范围                   | 选区单位                   | 第一轮胜出者               | 第一轮胜出者                  | 支持率                     | 第二轮胜出者               | 第二轮胜出者                  | 支持率                     | 参考资料                   |
| -------------------------- | -------------------------- | -------------------------- | -------------------------- | ----------------------------- | -------------------------- | -------------------------- | ----------------------------- | -------------------------- | -------------------------- |
| 2017年法國總統選舉         | 法國                       | 市镇                       |                            | 埃马纽埃尔·马克龙             | 27.04%                     |                            | 埃马纽埃尔·马克龙             | 74.92%                     | [ 28 ]                     |
| 2017年法国立法选举         | 安德尔-卢瓦尔省第四选区    | 市镇                       |                            | 法比亚娜·科尔博克             | 38.6%                      |                            | 法比亚娜·科尔博克             | 61.01%                     | [ 28 ]                     |
| 2019年欧洲议会选举         | 法國                       | 市镇                       |                            | 娜塔莉·卢瓦索                 | 24.88%                     | （不适用）                 | （不适用）                    | （不适用）                 | [ 30 ]                     |
| 2021年法国省级选举         | 安德尔-卢瓦尔省            | 县 市镇                    |                            | 瑞迪卡埃尔·奥斯蒙 瓦莱丽·蒂罗 | 49.39%                     |                            | 瑞迪卡埃尔·奥斯蒙 瓦莱丽·蒂罗 | 63.03%                     | [ 31 ]                     |
| 2021年法国大区选举         |                            | 市镇                       |                            | 尼古拉·福里西耶               | 32.08%                     |                            | 弗朗索瓦·博诺                 | 42.05%                     | [ 32 ]                     |
| 2022年法国总统选举         | 法國                       | 市镇                       |                            | 埃马纽埃尔·马克龙             | 31.56%                     |                            | 埃马纽埃尔·马克龙             | 68.74%                     | [ 28 ]                     |
| 2022年法国立法选举         | 安德尔-卢瓦尔省第四选区    | 市镇                       |                            | 法比亚娜·科尔博克             | 32.75%                     |                            | 法比亚娜·科尔博克             | 50.83%                     | [ 28 ]                     |

## 人口
2019年，茹埃莱图尔市镇人口数量为38,444，在法国排名第198位。其中男性18,007人，女性20,437人，75岁及以上人口占9.3%，外籍人口数量为4,195人，人口密度为1,186人/平方公里，当地居民被称为（男性）或（女性）。2020年，茹埃莱图尔境内出生421人，死亡人口359人。
| 茹埃莱图尔1901年－2020年人口变化情况 |
|                                      |
| 数据来源：Cassini、INSEE             |

## 经济

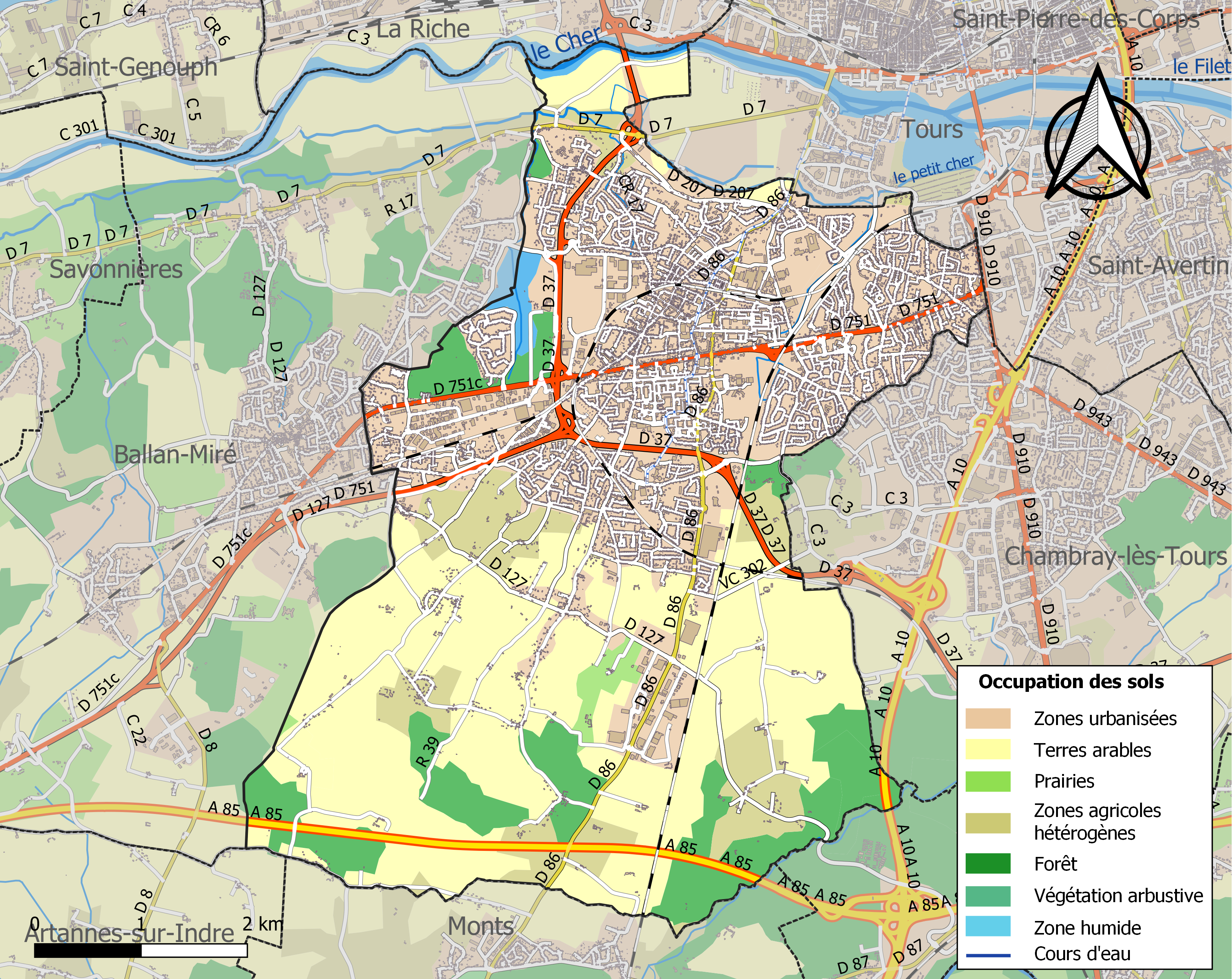
茹埃莱图尔土地利用情况地图

茹埃莱图尔是一个区域性的中心城市，也是图尔-卢瓦尔河谷都会区的重要组成部分。截止2023年4月，茹埃莱图尔市镇范围内共有各类用人单位（包含自雇）4,282家，平均历史为13年，其中97.46%为中小型企业（PME），2023年2月至4月间，当地的经济活力指数为0.47%。（制冷及暖通）、（回收分类垃圾）及（区域电气安装）是当地2021年营业额最高的三个企业，分别为386,866,932欧元、99,916,029欧元和82,386,575欧元。

## 财政与居民收入
2021年，茹埃莱图尔的财政收入总额为48,086,800欧元，财政支出总额为44,790,600欧元，当年的债务总额为34,519,500欧元。2021年，茹埃莱图尔市镇通过增值税获得852,170欧元的收入，此外当地还共获得了1,103,550欧元的国家直接财政补助。
2020年，茹埃莱图尔的人均月收入总额为2,147欧元，其中高级职员为3,647欧元，低于法国平均水平（4,230欧元）；中级职员为2,284欧元，低于法国平均水平（2,411欧元）；普通职员为1,698欧元，亦低于法国平均水平（1,740欧元）。
2019年，茹埃莱图尔境内的贫困率为18%，青壮年（15至64岁）失业率为16.7%；当地49.2%的家庭拥有纳税资格，平均纳税2,304欧元，低于法国平均水平（3,910欧元）。

## 社会事务

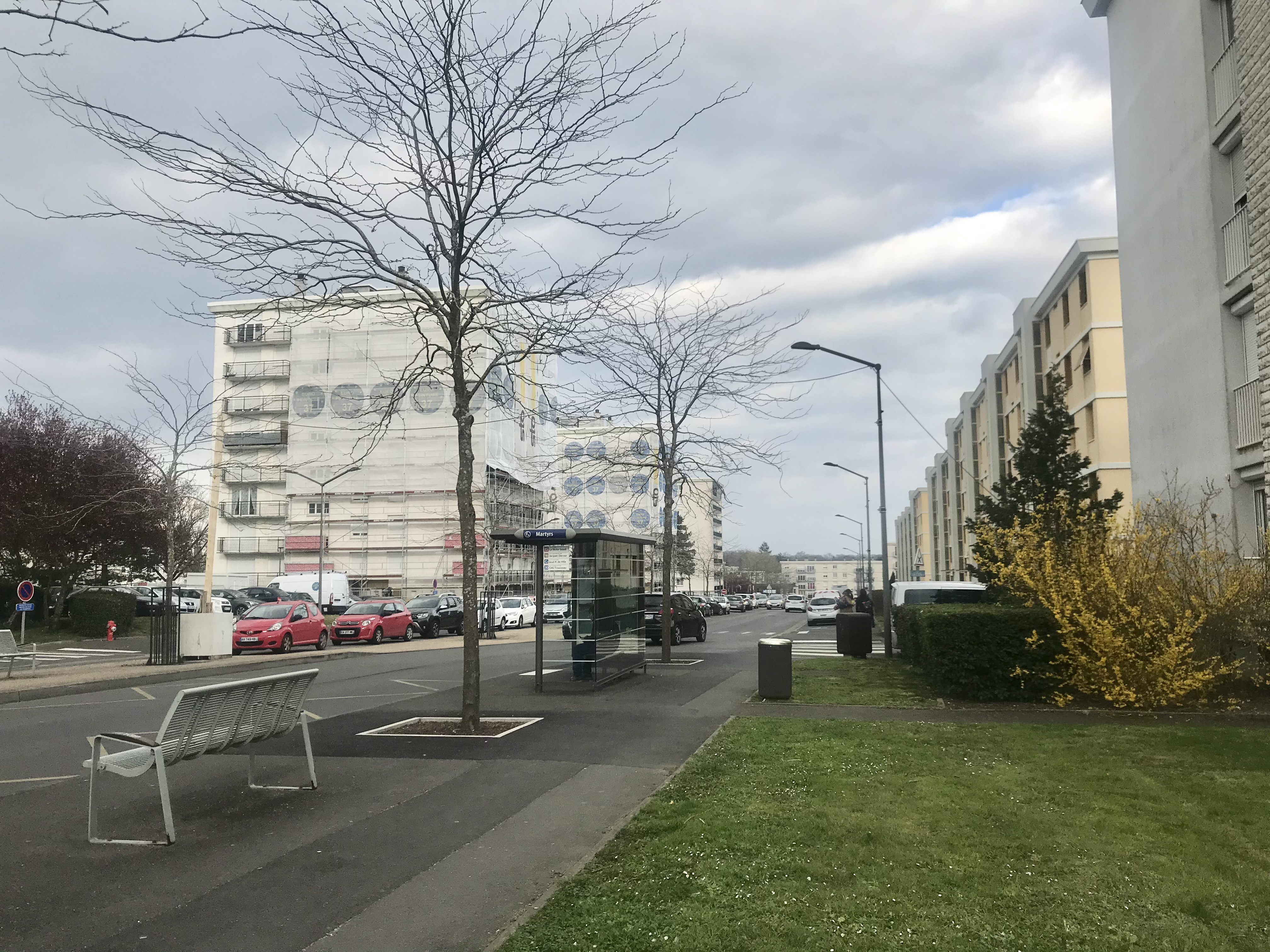
戴高乐将军大街

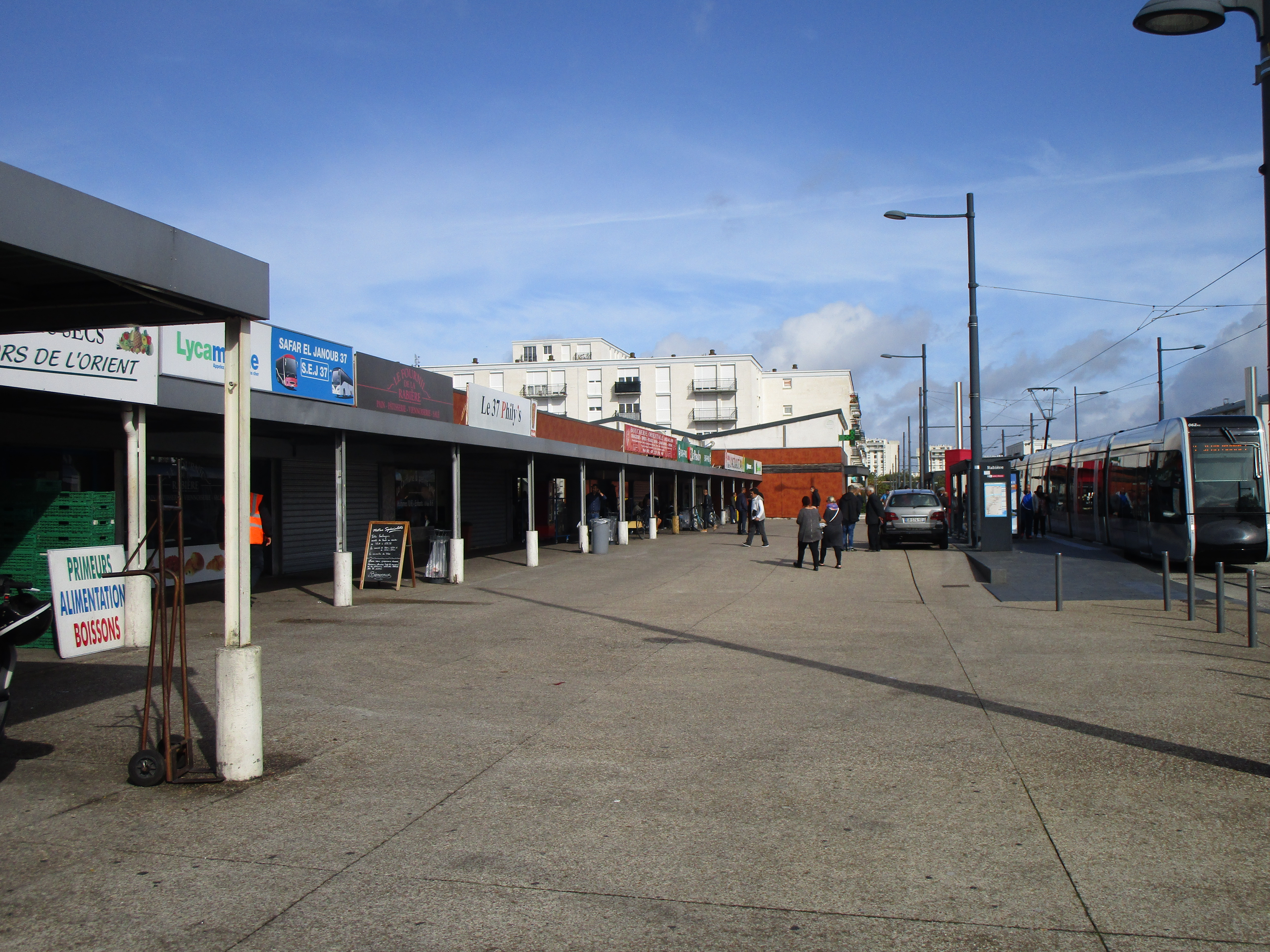
拉拉比耶尔街区的商铺

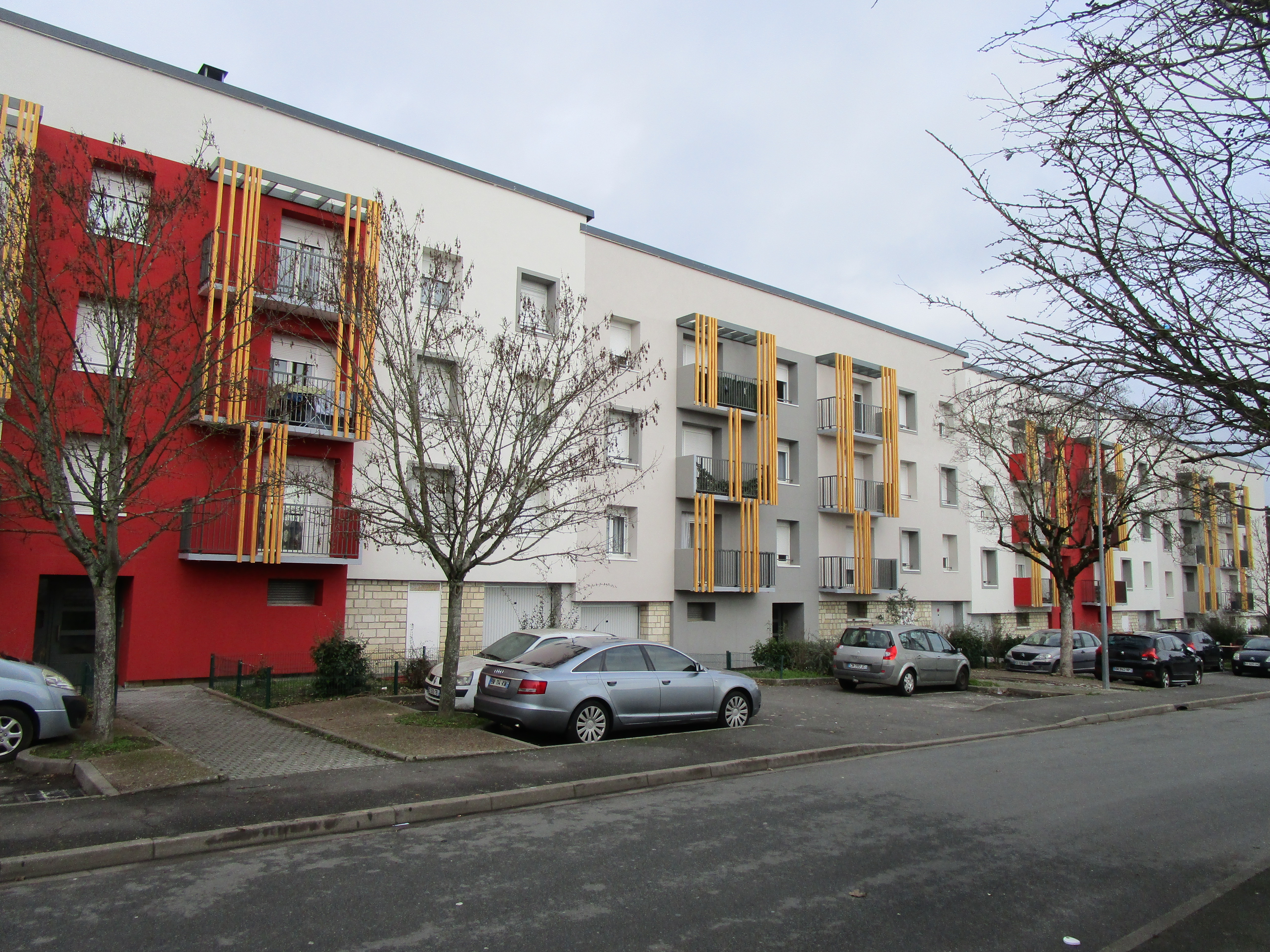
一处公寓居民楼

### 教育
茹埃莱图尔属于奥尔良-图尔学区。截止2021年1月1日，茹埃莱图尔境内共有7所幼儿园、11所小学、5所初级中学、2所普通高中和2所职业高中。2021至2022学年度，茹埃莱图尔境内共有在校中等教育阶段学生3,927名。

### 医疗
截止2021年1月1日，茹埃莱图尔境内共有全科医生42名、保健师29名、牙医20名、护士37名、耳科医生2名、眼科医生1名、皮肤科医生3名、助产士5名、儿科医生5名和妇科医生2名。境内共有药房11家、残疾人帮扶中心4家。
距离茹埃莱图尔最近的区域性医疗机构为图尔大学区域中心医院，后者也是法国的一个大学教学医院，其下属的特鲁索医院（Hôpital Trousseau）位于尚布赖莱图尔市区东北部，距离茹埃莱图尔市区的正常车程在10分钟以内，该院设有床位567个，是当地规模最大的公立综合性医院。

### 住房
2019年，茹埃莱图尔境内共有各类住房19,175套，其中43.0%为独立式居民区，56.1%为集中式居民区。常住房屋占茹埃莱图尔市镇范围内居民建筑总量的92.4%。
在住房保障政策方面，2021年，茹埃莱图尔境内共有5,099户家庭获得了住房经济补助，受益人数占总人口数量的13.3%，其中4,940份为房租补助。

### 商业
2021年，茹埃莱图尔境内共有各类实体商铺518家，其中餐厅71家、大型超市9家、杂货店8家、面包房15家、肉铺4家、书店7家、装饰品店1家、银行门店12家、美容美发店42家、汽车维修店36家。市区西部建有大型开放式商业街区，有Super U、Netto、Lidl、Jardiland等购物商场。

### 体育
2021年，茹埃莱图尔境内共有4家游泳池、9间体育馆、1座综合体育场、1处马术场、9处足球或橄榄球场以及5处篮球或排球场。
截至2023年4月，茹埃莱图尔境内共有家注册足球俱乐部。茹埃莱图尔图赖讷足球俱乐部（编号553790）是当地的代表性足球队，成立于1942年，后于2008年扩张更名，其主队2022至2023赛季参加中央-卢瓦尔河谷大区足球联赛甲组（法国第六级别），其主场为让·布安球场（Stade Jean-Bouin）。

### 环境
茹埃莱图尔的环境事务由其所属的图尔-卢瓦尔河谷都会区联合各级政府协调负责。2021年，茹埃莱图尔境内共有1家污染企业。

### 治安
2021年，茹埃莱图尔市镇范围内共有1处派出所。
茹埃莱图尔及其附近的共6个市镇是图尔警区（zone police de Tours）的管辖范围。2020年，该警区累计记录各类案件13,006起，其中盗窃类案件7,459起，经济类案件2,089起，毒品交易类案件496起。

## 文化

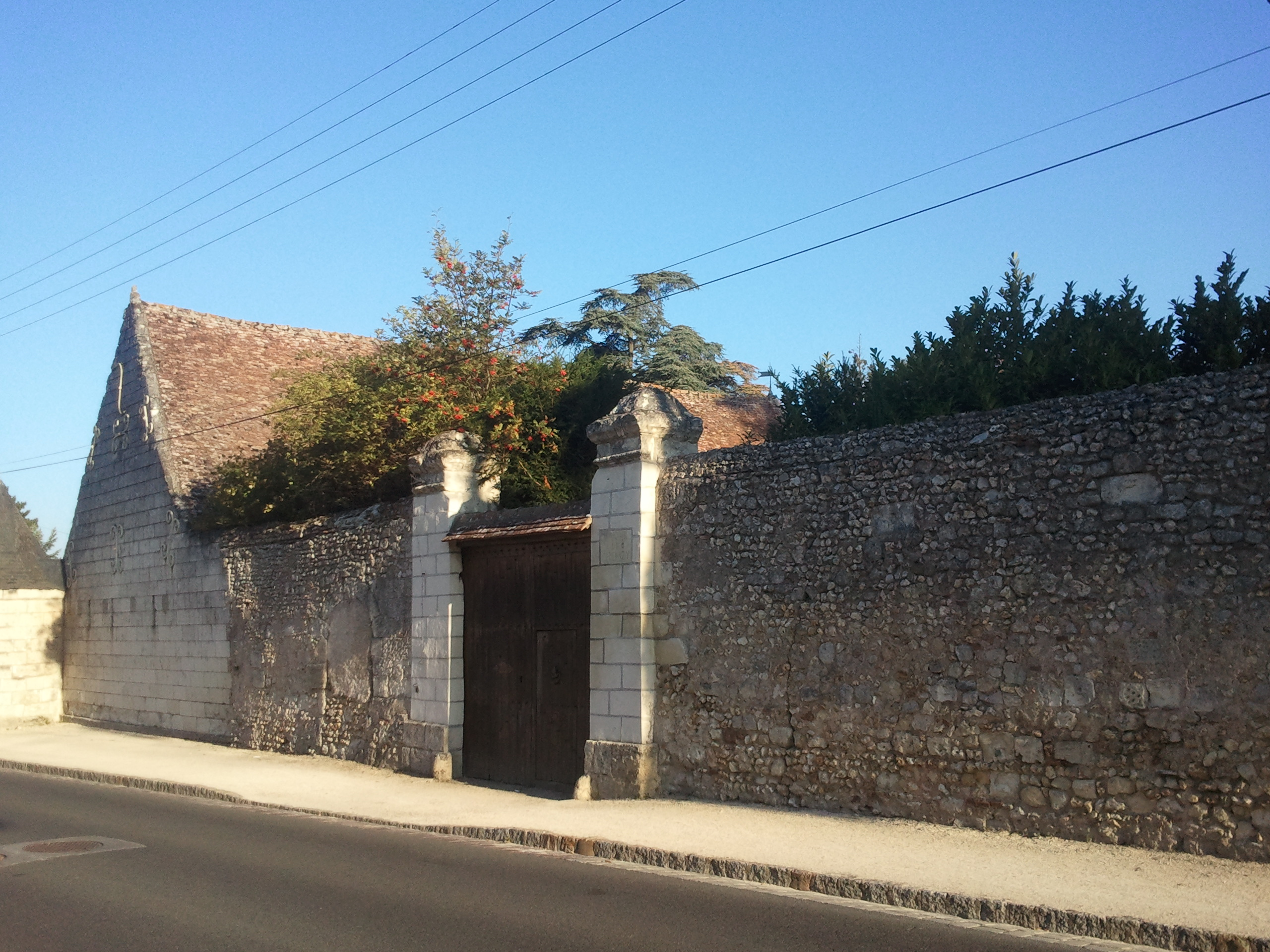
谢里济庄园

2021年，茹埃莱图尔境内共有2家剧场、1家电影院和1家音乐厅。茹埃莱图尔市政府提供多媒体中心，每周二至六向公众开放。

### 建筑
茹埃莱图尔境内有多处历史建筑，其中谢里济庄园是法国国家文物保护单位，位于镇中心的圣伯多禄-圣保罗教堂（Église Saint-Pierre-et-Saint-Paul de Joué-lès-Tours）是当地的地标性建筑物。

### 旅游
茹埃莱图尔的旅游事务由其所属的图尔-卢瓦尔河谷都会区负责。2022年，茹埃莱图尔境内共有9家酒店共计447间房间。

### 媒体
法国主要的媒体均可在茹埃莱图尔接收，法国电视三台下属的中央-卢瓦尔河谷大区频道在部分时段播出茹埃莱图尔所在安德尔-卢瓦尔省的地方新闻。图尔卢瓦尔河谷电视台、《中西部新共和国报》、蓝色法兰西图赖讷广播等是当地的主要地方性媒体。

## 相关人物
法国作家让-尼古拉·布伊、足球运动员斯泰凡·达尔马和维尔弗里德·达尔马出生于茹埃莱图尔。

## 友好城市
截至2023年4月，茹埃莱图尔共与四座城市互为友好城市关系：
- 德国 黑兴根
- 葡萄牙 圣玛丽亚达费拉
- 義大利 卡斯泰洛城
- 拉脫維亞 奥格雷